# Анемона нарцизоцвіта
Анемона нарцизоцвіта, конопелька нарцизоцвіта, анемона нарцисоцвіта (Anemonastrum narcissiflorum або Anemone narcissiflora) — багаторічна трав'яниста рослина, занесена до «Червоної книги України» (1996). Належить до родини жовтецевих.

## Систематика
У деяких україномовних виданнях зустрічається як анемона розлога (Anemone laxa (Ulbr.) Juz.), яку автори розглядають як ендемічний вид, відокремлену рівнинну расу, близької до високогірної анемони нарцизоцвітої (Anemone narcissifolia). За даними спільного інтернет-проекту Королівських ботанічних садів у К'ю і Міссурійського ботанічного саду The Plant List Anemone laxa належить до синонімів Anemone narcissiflora.

## Загальна характеристика

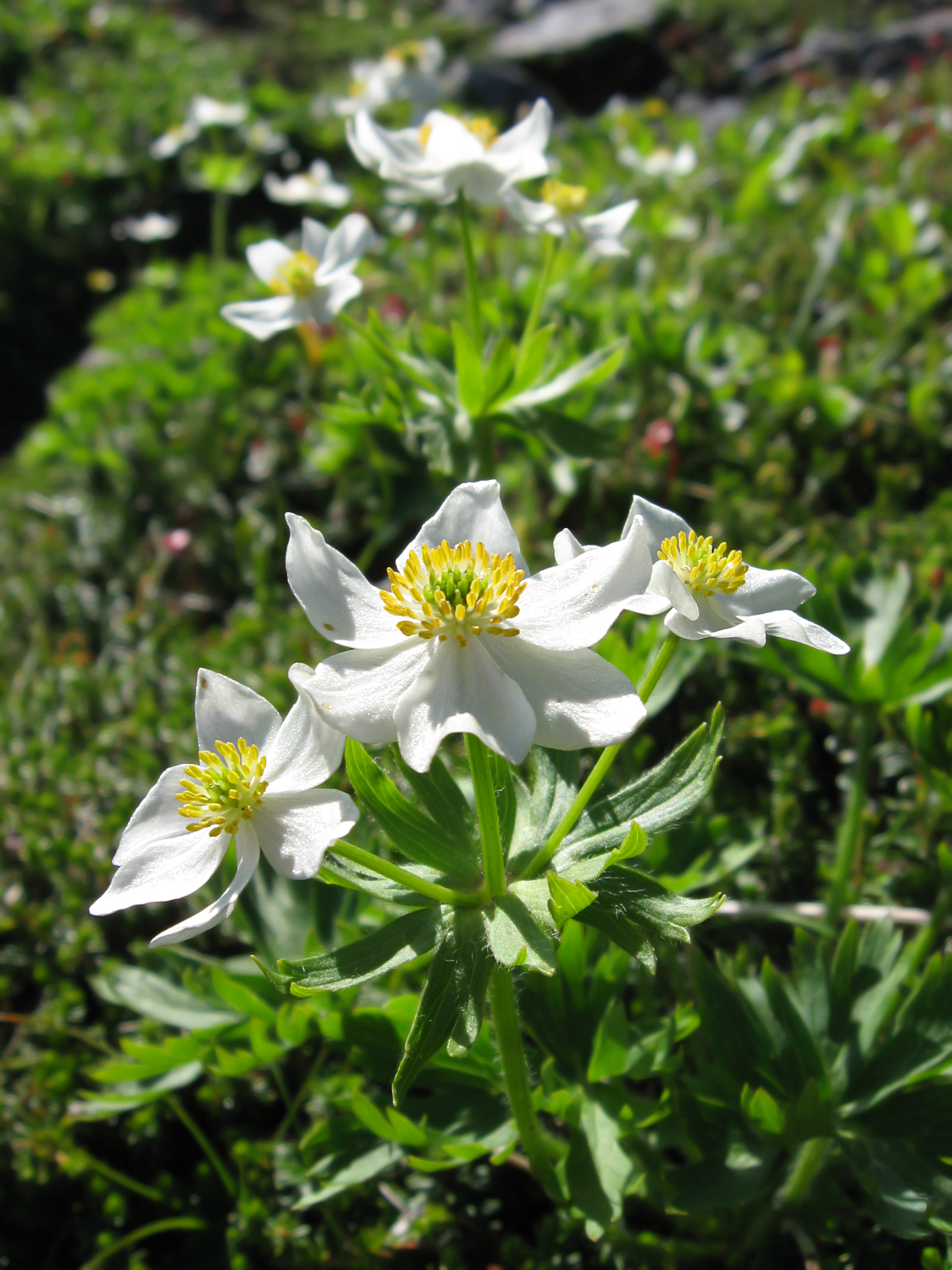
Квітки анемони розлогої. Видно, як білі квітки з різною кількістю пелюсток зібрані в суцвіття — зонтик.

Багаторічна трав'яниста рослина заввишки 20—100 см, з коротким кореневищем, вкрита м'яким запушенням.
Листки пальчасторозсічені.
Квітки білі або рожевуваті, зібрані по 3—8 у зонтикоподібні суцвіття.
Цвіте у травні — червні. Плодоносить у липні — серпні. Розмножується насінням.
Рослина дуже декоративна завдяки великим білим або рожевим квітам та м'якому шовковистому опушенню.

## Поширення
Зростає на Подільській височині — у Львівській, Тернопільській та Хмельницькій областях.
На Тернопільщині трапляється на узліссях, лучно-степових схилах в Бережанському, Кременецькому, Лановецькому, Збаразькому та Бучацькому районах.

## Чисельність
Чисельність рослини незначна. Трапляється спорадично. На початку 20 століття вид був поширений на Поділлі. За останні десятиріччя відбулося катастрофічне скорочення місць зростання. Причини зміни чисельності — випасання худоби, викошування травостою, зривання квітів на букети.

## Охорона
Охороняється у природному заповіднику Медобори (Тернопільська область) і в заказнику загальнодержавного значення Лиса Гора (Золочівський район Львівської області).
Потребує додаткових заходів щодо охорони через знищення як ранньоквітучий ефемероїд. Рекомендується створити заказники у місцях зростання виду та вирощувати його в ботанічних садах.